# San Jacinto (Guayas)
San Jacinto ist eine Ortschaft und eine Parroquia rural („ländliches Kirchspiel“) im Kanton Colimes der ecuadorianischen Provinz Guayas. Die Parroquia besitzt eine Fläche von 214 km². Beim Zensus im Jahr 2010 lebten 6116 Menschen im Verwaltungsgebiet.

## Lage
Die Parroquia San Jacinto liegt im Tiefland nördlich von Guayaquil. Die Längsausdehnung in Ost-West-Richtung beträgt etwa 35 km. Der Río Daule fließt entlang der östlichen Verwaltungsgrenze nach Süden. Im Westen reicht das Verwaltungsgebiet bis zu den östlichen Ausläufern der Cordillera Costanera. Der Río Colimes (im Oberlauf Río Paján) durchquert den Nordwesten der Parroquia in ostnordöstlicher Richtung. Der 15 m hoch gelegene Hauptort San Jacinto befindet sich am Westufer des Río Daule, 8 km südlich vom Kantonshauptort Colimes sowie 2 km westnordwestlich der Stadt Palestina, die am östlichen Flussufer des Río Daule liegt.
Die Parroquia San Jacinto grenzt im Westen und im Nordwesten an die Provinz Manabí mit den Parroquias Guale und Alejo Lascano (beide im Kanton Paján), im Norden an die Parroquia Colimes, im Osten an den Kanton Palestina, im Süden an den Kanton Santa Lucía sowie im Südwesten an die Parroquia Valle de la Virgen (Kanton Pedro Carbo).

## Geschichte
Die Parroquia San Jacinto wurde am 3. Juli 2003 gegründet (Acuerdo Ministerial N° 117).